# Juin 2012

## Faits marquants
- 7 juin : l'organisation terroriste AQMI (Al-Qaïda au Maghreb Islamique) a pris en otage un prévisionniste météo de Météo France. Le 8 juin le météorologue est libéré d'une prise d'otage et son ravisseur a été placé en garde à vue dans un hôpital psychiatrique pour prise d'otage.
- 8 juin : lancement d'un missile ICBM Topol-M par la Russie, survolant les territoires palestiniens et Israël, tiré depuis la base de lancement de Kapoustine Iar.
- 10 juin : premier tour des élections législatives en France.

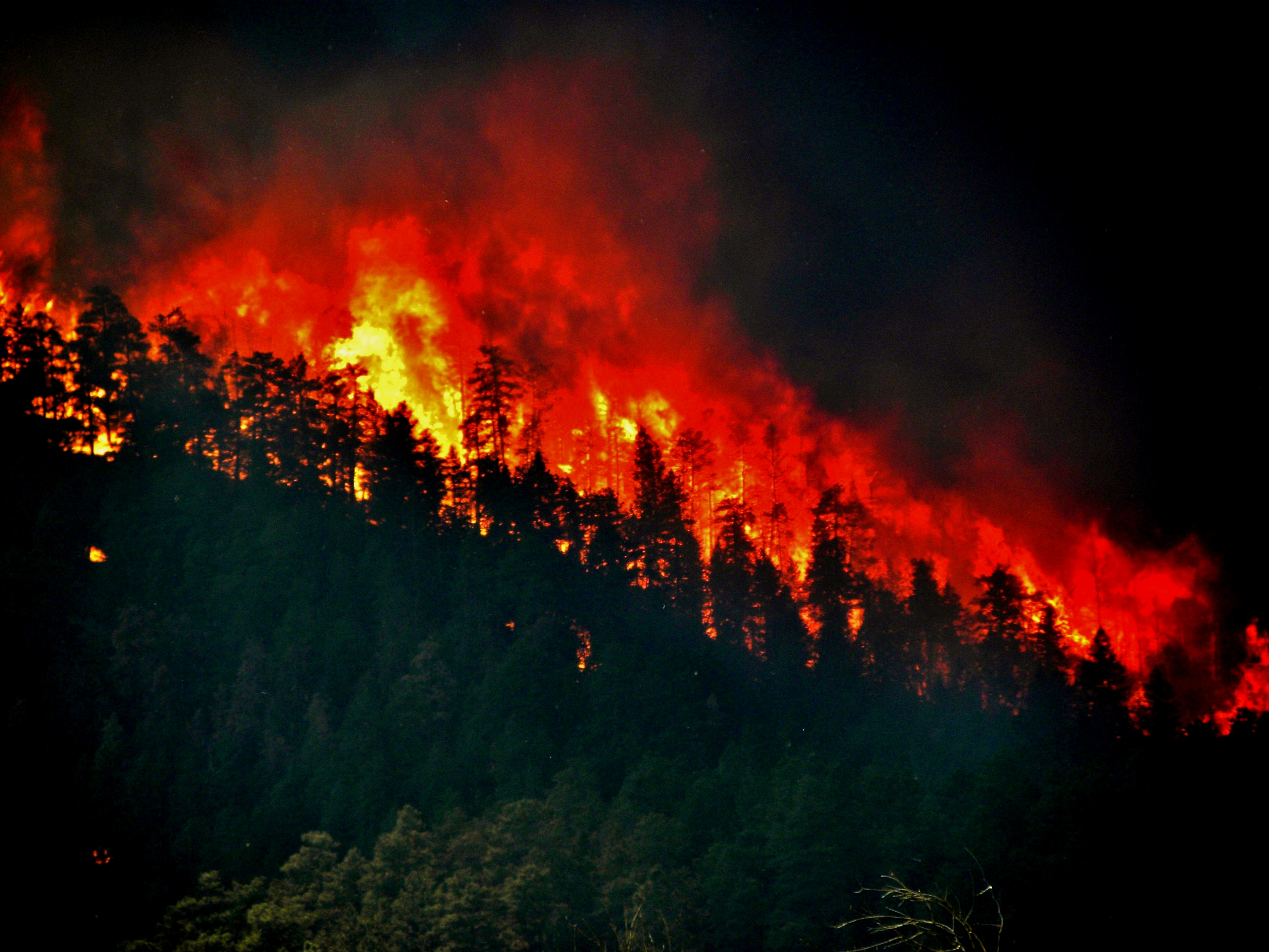
Le parc naturel Roosevelt, dit High Park, dans le Colorado, se consumant le 17 juin 2012.

- 16 et 17 juin : second tour de l’élection présidentielle en Égypte : Mohamed Morsi est élu.
- 17 juin : 
  - second tour des élections législatives en France (majorité absolue pour le Parti socialiste, retour symbolique du Front National à l'Assemblée)
  - élections législatives en Grèce.
- 22 juin : le Congrès du Paraguay destitue le président Fernando Lugo. Federico Franco nomme un nouveau président.
- 23 juin : début des élections législatives en Papouasie-Nouvelle-Guinée, pour résoudre la crise constitutionnelle qui a débuté en décembre 2011.

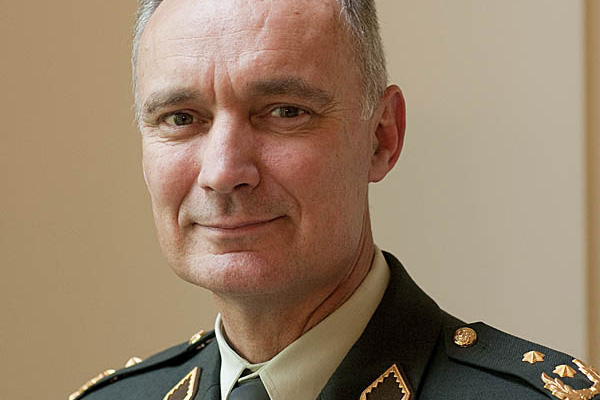
Le général Middendorp.

- 28 juin : Tom Middendorp est investi en tant que nouveau Chef d'État-Major des Forces armées néerlandaises.
- 30 juin : 
  - la prochaine seconde intercalaire sera ajoutée le 30 juin et portera le décalage entre UTC et TAI à 35 secondes, (selon la notion de temps universel).
  - départ du 99e tour de France de cyclisme à Liège (Belgique).

## Annexe